# Paul Wolz
Paul Wolz (* 13. Oktober 1894 in Würzburg; † 4. Mai 1965 in München) war ein deutscher Theaterdirektor und Regisseur.

## Leben
Paul Wolz stammte aus Würzburg, wo er seine ersten Jahre zusammen mit seinen Eltern die damals bekannten Huttensäle in der Virchowstraße betrieb. Entsprechend sah er sich eher als Unterhaltungskünstler.
Im Jahr 1932 gründete er mit einem Kollegen, dem Theaterdirektor Otto Reimann, die Wolz & Reimann GmbH, die von 1932 bis 1936 das Gärtnerplatztheater München vom Eigentümer, dem Wittelsbacher Ausgleichsfonds, pachtete und ausschließlich als Operettentheater betrieb.
Anschließend übernahm er ab 1936 als Nachfolger des bei den Nationalsozialisten in Ungnade gefallenen Hans Gruß das Deutsche Theater München und bot dort in der prinzipiell unveränderten Spielplangestaltung seines Vorgängers – vor allem in der Zeit des Zweiten Weltkriegs – unterhaltende Revuen und Varieté. Am 9. März 1943 wurde das Theater, das 1939 auf Wunsch Hitlers umgebaut worden war, durch einen Bombenangriff zerstört. In der Vorkriegszeit ist Wolz auch Faschingsprinz der Münchner Faschingsgesellschaft Narrhalla, die im Theater ihre Sitzungen abhält.
Auch nach dem Krieg führte er ab April mit Wiedereröffnung am 21. Dezember 1951 weiterhin das Deutsche Theater, das seit 1949 nur teilweise von den Brüdern Ludwig Reiber (seine Tochter ist Carolin Reiber) und Willy Reiber wiederaufgebaut worden war, als reines Privattheater („Traumland der Revue“), das ohne Zuschüsse auskommen solle, und leitete es bis zu seinem Tod im Jahr 1965. Sein Nachfolger wurde Kurt Plapperer.
Wolz wird das Zitat zugeschrieben, es sei viel leichter, „zehn Hamlets zu finden, als ein einziges Mädchen, das mit Anstand ein Treppe herunterschreiten kann“.
Am 4. Mai 1965 starb Wolz an einem Herzleiden. Er ist auf dem Münchner Ostfriedhof begraben (Grabstelle 072-1-9).

## Veröffentlichungen
- Festschrift anlässlich der Wiedereröffnung der neu erbauten und renovierten (Hutten-)Säle (30 Jahre), Würzburg Oktober 1928